# Tournoi de tennis de Båstad (Challenger)
Ne pas confondre avec le Tournoi de tennis de Suède, également disputé à Båstad.
Le Båstad Challenger est un tournoi international de tennis masculin du circuit professionnel Challenger. Il a lieu tous les ans au mois de juillet à Båstad, en Suède. Il a été créé en 2016 et se joue sur terre battue en extérieur.

## Palmarès messieurs

### Simple
| Année | Vainqueur        | Finaliste               | Score     |
| ----- | ---------------- | ----------------------- | --------- |
| 2016  | Horacio Zeballos | Roberto Carballés Baena | 6-3, 6-4  |
| 2017  | Dušan Lajović    | Leonardo Mayer          | 6-2, 7-64 |
| 2018  | Pedro Martinez   | Corentin Moutet         | 7-65, 6-4 |

### Double
| Année | Vainqueurs                    | Finalistes                              | Score    |
| ----- | ----------------------------- | --------------------------------------- | -------- |
| 2016  | Isak Arvidsson Fred Simonsson | Johan Brunström Andreas Siljeström      | 6-3, 7-5 |
| 2017  | Tuna Altuna Václav Šafránek   | N. Sriram Balaji Vijay Sundar Prashanth | 6-1, 6-4 |